# Sebastián Ligarde
Sebastián Ligarde, né Amedee Gerardo Ligarde Mayaudon à Laredo, Texas, le 26 janvier 1954, est un acteur américano-mexicain, de père nord-américain et de mère mexicaine d'ascendance française. Sa carrière artistique se déroule en grande partie au Mexique.

## Carrière
Sebastián Ligarde commence sa carrière dans la pièce de théâtre Los ojos del hombre en 1974. Il débute au cinéma dans le film Supervivientes de los Andes en 1976. Ensuite, il a fait plus de 90 films et 25 telenovelas.
Il débute dans la telenovela Marionetas en tenant le rôle de Luis. Mais sa consécration arrive en 1987 pour son rôle de l'antagoniste, Memo, dans la telenovela à succès, Quinceañera. Il gagne le prix du Meilleur antagoniste aux Premios TVyNovelas.

## Filmographie

### Telenovelas
- 2023 : Luz de luna (2023) como Adan Cruces Lezama[1]
- 2014 : Demente criminal : Raimundo Acosta
- 2007-2008 : Pecados ajenos : Manuel
- 2007 : Acorralada : Avocat fiscal
- 2006 : Mi vida eres tu : Alan Robinson / George Smith
- 2006 : Olvidarte jamás : Gonzalo Montero
- 2005-2006 : Amor en custodia : Enrique
- 2004 : Tormenta de Pasiones : Mauricio
- 2004 : Belinda (es) : Adolfo Semprum
- 2001-2002 : Salomé (es) : Diego
- 2000-2001 : Primer amor...a mil por hora : Antonio Iturriaga Riquelme
- 2000 : La casa en la playa: Salvador Villarreal
- 1998 : Vivo por Elena : Ernesto De Los Monteros
- 1996-1997 : Tú y yo : Arturo Álvarez
- 1995-1996 : María la del barrio : Lic. Gonzalo Dorantes
- 1994 : Prisionera de amor : Gerardo Ávila
- 1993 : Entre la vida y la muerte : Lic. Andrés del Valle
- 1990-1991 : En carne propia : Abigail Jiménez
- 1989 : Lo blanco y lo negro : Andrés de Castro
- 1987-1988 : Quinceañera : Guillermo "Memo" López
- 1986 : Pobre juventud : Freddy
- 1986 : Marionetas : Luis

### Films
- 2004 : Desnudos : Docteur
- 1999 : Reclusorio III
- 1999 : Cuentas claras : Erick Solana
- 1999 : El agente Borrego
- 1997 : Ambición mortal
- 1997 : Tormenta de muerte
- 1996 : El rigor de la ley
- 1995 : Los cómplices del infierno
- 1995 : Esclavos de la pasión
- 1995 : Eva secuestrada y Adán... ¡como si nada! : Adán
- 1995 : Las nueve caras del miedo
- 1995 : La ley del cholo